# Баньореджо
Баньореджо (итал. Bagnoregio) — коммуна в Италии, в регионе Лацио, подчиняется административному центру Витербо.
Население составляет 3295 человек из них - 1621 мужчин, и 1674 женщин (на май 2025 г.), плотность населения — 45,2 чел./км². Занимает площадь 72,63 км². Почтовый индекс — 01022. Телефонный код — 0761.
Покровителем населённого пункта считается святой Бонавентура. Праздник ежегодно отмечается 14 июля.

## История
Ранее был известен под названием Баньореа (Bagnorea). Топоним, вероятно, происходит от латинского Balneum Regis, что указывает на наличие термальных вод с особыми лечебными свойствами (в настоящее время на территории коммуны их нет или они не эксплуатируются в коммерческих целях).
Название сохранилось по крайней мере со времен лангобардов: этрусское название неизвестно из-за весьма вероятного проклятия памяти, которое римляне неоднократно применяли к своим соседям. Согласно легенде, король лангобардов Дезидерий действительно излечился от тяжелой болезни благодаря термальным водам, протекавшим недалеко от города.
Некоторые доисторические находки уступают место более многочисленным этрусским свидетельствам (особенно скале Сан-Франческо-Веккьо) в районе Чивита-ди-Баньореджо. Фактически, Баньореджо входил в состав владений древней Вольсинии (Орвието).
Завоёванный римлянами в 265 г. до н. э., за которым последовало разрушение самого Вольсиниума в 264 г. до н. э., его значение возросло в связи с депортацией жителей доминирующего города в новый обитаемый центр, Больсену, по отношению к которому Баньореджо находился на полпути между Тибром, тогда судоходным, и Фламиниевой дорогой.
После распада Римской империи Баньореджо оказался во власти вестготов, готов, византийцев, лангобардов и франков Карла Великого. Последние передали его под светскую власть пап. Затем он был передан в феодальное владение графам Мональдески делла Червара, которые оказались неподходящими и вынудили город поднять восстание, успех которого привел к созданию Свободной коммуны (около 1160 года).
В XIII веке в Баньореджо родился Джованни Фиданца, вступивший в орден францисканцев, который впоследствии был признан его вторым основателем и одним из Учителей Церкви, известным как  святой Бонавентура.
Семья Мональдески попыталась снова превратить Баньореджо в феодальное поместье, начав в 1318 году строительство замка Червара, который, однако, был разрушен в 1457 году восставшим населением. После аналогичной неудачной попытки графов Бальони из Кастель-ди-Пьеро, которая, возможно, имеет отношение к основанию Кастель-Челлези в XVII веке на землях, купленных для них графами Челлези при прямом вмешательстве нескольких пап, Баньореджо предпочел папского губернатора, даже если для этого ему пришлось бы отказаться от некоторых своих гражданских свобод. Таким образом, город оставался в прямой зависимости от Папского государства, которое увековечило память святого Бонавентуры в нем, построив несколько примечательных религиозных сооружений, вплоть до 1870 года, когда римская территория вошла в состав единого итальянского государства.
10 июня 1695 года в Чивита-ди-Баньореджо, которая до этого была собственно Баньореей, произошло землетрясение, отделившее ее (образовав впечатляющий утес) от двух других районов: Меркато (сегодня Меркателло, тогдашний центр коммуны) и Рота: последний испытал сильную иммиграцию из Чивиты-ди-Баньореджо, став новой Баньореей, или нынешним Баньореджо.
Дальнейшее проседание грунта — катастрофическое или даже просто морфологически значимое — заставило департамент гражданского строительства провести работы по укреплению в Баньореджо (например, пешеходной дорожки со стороны Витрио, параллельной главной дороге) и, прежде всего, построить новый мост в направлении Чивиты-ди-Баньореджо в первой половине 1960-х годов. Часть муниципальной территории была присоединена более ста лет назад к решениям, принятым законодателем с целью защиты населения, находящегося в зоне риска, после землетрясения в Мессине и Реджо-ди-Калабрия в начале двадцатого века.
Баньореджо стал свидетелем некоторых эпизодов, связанных с кампанией «Агро Романо» по освобождению Рима от светской власти Пия IX в 1867 году. Группа гарибальдийцев во главе с Джакомо Гальяно и Джироламо Корсиери из Кастильоне в Теверине 28 сентября 1867 года пересекла границу Папского государства, заняла пещеры Сан-Стефано и продвинулась до Рончильоне. Отсюда, после столкновения с понтификами, «краснорубашечники» отступили, чтобы присоединиться к другой группе добровольцев в Баньореджо; Тем временем другие отряды гарибальдийцев занимают Аквапенденте, Фарнезе и Искья-Кастро. В районе Верхнего Витербо, в Сан-Лоренцо-Нуово и Валентано, столкновения и стычки следовали одно за другим, достигнув кульминации в битве при Баньореджо 5 октября 1867 года. Битва, произошедшая между Поджо-Шио (кладбище) и Сан-Франческо, закончилась победой папских войск, и люди Гарибальди были вынуждены оставить Баньореджо. В память об этой битве сохранилась «Пирамида» — памятник-усыпальница Гарибальди, в которой покоятся добровольцы, павшие в столкновениях с папскими войсками.
В 1922 году королевским указом название было изменено с диалектного Баньореа на более древнее Баньореджо.
В 1927 году после реорганизации провинциальных избирательных округов, созданной королевским указом №.1 от 2 января 1927 года по воле фашистского правительства, когда была создана провинция Витербо, Баньореджо перешел из провинции Рим в провинцию Витербо.

## Памятники и достопримечательности

### Религиозная архитектура
- Собор Святых Николая, Доната и Бонавентуры
- Церковь Святого Бонавентуры
- Церковь Святого Августина
- Церковь Святого Доната

### Гражданская архитектура
- деревня Чивита-ди-Баньореджо

Средневековая деревня прославилась своей геологической особенностью — цитаделью на туфовом отроге. До него можно добраться только пешком, и благодаря своей славе как съемочной площадки он является одной из главных туристических достопримечательностей Баньореджо. Он состоит из центра, расположенного на вершине холма, с домами, стенами, герцогским дворцом и приходской церковью. Его называют «Умирающим городом».

## Демография
Динамика населения:

## Администрация
| Мэр Коммуны      | Политическая принадлежность | Срок                  |
| ---------------- | --------------------------- | --------------------- |
| Лучиана Вергаро  | Вперёд, Италия              | 23.04.1995-13.06.1999 |
| Эрино Помпеи     | Итальянская народная партия | 13.06.1999-12.06.2004 |
| Эрино Помпеи     | беспартийный кандидат       | 12.06.2004-07.06.2009 |
| Фрэнсис Биджотти | беспартийный кандидат       | 07.06.2009-26.05.2014 |
| Фрэнсис Биджотти | беспартийный кандидат       | 26.05.2014-07.05.2019 |
| Люка Профили     | беспартийный кандидат       | 07.05.2019-10.06.2024 |
| Люка Профили     | беспартийный кандидат       | 10.06.2024- н.в.      |